# Kumbarhal, Jamkhandi
Kumbarhal là một làng thuộc tehsil Jamkhandi, huyện Bagalkot, bang Karnataka, Ấn Độ.